# Збірна Кенії з футболу
Збірна Кенії з футболу — національна команда Кенії, що представляє країну на міжнародних змаганнях з футболу. Керується Кенійською футбольною федерацією.
Станом на 3 квітня 2025 посідає 111-e місце у рейтингу футбольних збірних світу.

## Кубок світу
- 1930–1970 — не брала участі
- 1974–2022 — не пройшла кваліфікацію

## Кубок Африки
| - 1957 — не брала участі - 1959 — не брала участі - 1962 — не пройшла кваліфікацію - 1963 — відмовилась від участі - 1965–1970 — не пройшла кваліфікацію - 1972 — груповий турнір - 1974–1982 — не пройшла кваліфікацію - 1984 — не брала участі - 1986 — не пройшла кваліфікацію | - 1988 — груповий турнір - 1990 — груповий турнір - 1992 — груповий турнір - 1994 — не пройшла кваліфікацію - 1996 — відмовилась від участі - 1998–2002 — не пройшла кваліфікацію - 2004 — груповий турнір - 2006–2017 — не пройшла кваліфікацію - 2019 — груповий турнір - 2021 — не пройшла кваліфікацію - 2023 — не пройшла кваліфікацію |